# Società Sportiva Lazio Calcio Femminile 2012-2013
Questa voce raccoglie le informazioni riguardanti la Società Sportiva Lazio Calcio Femminile nelle competizioni ufficiali della stagione 2012-2013.

## Rosa
Rosa aggiornata alla fine della stagione.
| N. |                   | Ruolo | Calciatrice          |
| -- | ----------------- | ----- | -------------------- |
|    | Italia (bandiera) | P     | Mimma Fazio          |
|    | Italia (bandiera) | P     | Emanuela Melis       |
|    | Italia (bandiera) | D     | Laura Barbero        |
|    | Italia (bandiera) | D     | Claudia Ciarlo       |
|    | Italia (bandiera) | D     | Cristina Cassanelli  |
|    | Italia (bandiera) | D     | Alice Ferrazza       |
|    | Italia (bandiera) | D     | Valentina Lanzieri   |
|    | Italia (bandiera) | D     | Sara Lucci           |
|    | Italia (bandiera) | D     | Arianna Pezzotti     |
|    | Italia (bandiera) | D     | Federica Savini      |
|    | Italia (bandiera) | C     | Antonietta Castiello |
|    | Italia (bandiera) | C     | Michela De Angelis   |
|    | Italia (bandiera) | C     | Silvia De Luca       |

| N. |                   | Ruolo | Calciatrice            |
| -- | ----------------- | ----- | ---------------------- |
|    | Italia (bandiera) | C     | Rebecca Grassi         |
|    | Italia (bandiera) | C     | Giulia Monaco          |
|    | Italia (bandiera) | C     | Erika Pecchia          |
|    | Italia (bandiera) | C     | Diletta Topazio        |
|    | Italia (bandiera) | A     | Sara Berarducci        |
|    | Italia (bandiera) | A     | Alessia Cianci         |
|    | Italia (bandiera) | A     | Cristina Coletta       |
|    | Italia (bandiera) | A     | Giulia Contu           |
|    | Italia (bandiera) | A     | Federica Jasmeen Giura |
|    | Italia (bandiera) | A     | Flaminia Lombardozzi   |
|    | Italia (bandiera) | A     | Sabrina Marchese       |
|    | Italia (bandiera) | A     | Miriam Picchi          |

## Calciomercato

### Sessione estiva
| Acquisti | Acquisti               | Acquisti   | Acquisti   |
| R.       | Nome                   | da         | Modalità   |
| -------- | ---------------------- | ---------- | ---------- |
| D        | Sara Lucci             | Roma CF    | svincolata |
| D        | Sabrina Marchese       | Roma CF    | svincolata |
| A        | Alessia Cianci         | Orlandia97 | svincolata |
| A        | Federica Jasmeen Giura | Roma CF    | svincolata |

|  |

### Sessione invernale
|  |

|  |

## Risultati

### Serie A

#### Girone di andata
| Arbitro: | Giovanni Sanna (Ozieri) |

|                                                  |           |  |
| Panico 34’, 49’, 77’ Iannella 57’, 66’ Pinna 87’ | Marcatori |  |

| Arbitro: | Andrea Saccoccio (Formia) |

|                                        |           |  |
| De Luca 9’ Marchese 18’ Cassanelli 92’ | Marcatori |  |

| Arbitro: | Marco Ceccon (Lovere) |

|                                                 |           |                             |
| Sabatino 7’, 42’ Gama 30’ Rosucci 40’ Prost 90’ | Marcatori | 62’ Berarducci 75’ Marchese |

| Arbitro: | Valentina Finzi (Foligno) |

|  |           |                                  |
|  | Marcatori | 1’ Žganec 12’ Donghi 55’ Zanetti |

| Arbitro: | Federico Di Giovanni (Brescia) |

|  |           |                               |
|  | Marcatori | 31’ Cassanelli 66’ Berarducci |

| Arbitro: | Francesco Acciavatti (Pescara) |

|                |           |                        |
| Cassanelli 55’ | Marcatori | 60’ Perobello 65’ Boni |

| Arbitro: | Jacopo Mosconi (Perugia) |

|                                  |           |  |
| Adami 25’ Guagni 49’ Orlandi 80’ | Marcatori |  |

| Roma 10 novembre 2012, ore 14:30 CET 8ª giornata | Lazio CF              | 0 – 0 referto | Fiammamonza | Centro sp. La Borghesiana\| Arbitro: \| Davide Meocci (Siena) \| |
| Arbitro:                                         | Davide Meocci (Siena) |               |             |                                                                  |

| Arbitro: | Davide Pederzolli (Trento) |

|                                                                  |           |  |
| 17’, 18’, 65’ Brumana 35’ Camporese 38’ Parisi 72’ (aut.) Ciarlo | Marcatori |  |

| Arbitro: | Marco Guarnieri (Empoli) |

|                             |           |                      |
| Pezzotti 28’ Berarducci 90’ | Marcatori | 3’, 22’, 42’ Caccamo |

| Arbitro: | Gianluca Andreoletti (Bergamo) |

|                                                      |           |             |
| C. Vitanza 12’ Ricco 55’ Fusetti 58’ Carminati 90+4’ | Marcatori | 82’ Pecchia |

| Arbitro: | Paolo Battistelli (L'Aquila) |

|                               |           |                                                                 |
| Giura 80’ Pezzotti 85’ (rig.) | Marcatori | 21’, 74’ Girelli 25’ Karlsson 27’ Pini 47’, 61’, 66’ Gabbiadini |

| Arbitro: | Yuri Mastrogiuseppe (Sulmona) |

|                         |           |                           |
| Ciarlo 55’ Marchese 76’ | Marcatori | 10’ Saravalle 31’ Pugnali |

| Arbitro: | Marco Carrelli (Campobasso) |

|                                                         |           |           |
| Caramia 10’ (rig.) Giacinti 32’ Pirone 67’ Yamamoto 82’ | Marcatori | 95’ Lucci |

| Roma 5 gennaio 2013, ore 15:00 CET 15ª giornata | Lazio CF                      | 0 – 0 referto | Mozzanica | Centro sp. La Borghesiana\| Arbitro: \| Matteo D'Ambrogio (Frosinone) \| |
| Arbitro:                                        | Matteo D'Ambrogio (Frosinone) |               |           |                                                                          |

#### Girone di ritorno
| Arbitro: | Alessandro Rotolo (Palermo) |

|  |           |                                                |
|  | Marcatori | 11’ Domenichetti 17’ Panico 43’ (rig.) Manieri |

| Arbitro: | Marco Mezzarobba (Conegliano) |

|           |           |  |
| Lavia 35’ | Marcatori |  |

| Arbitro: | Michele Di Cairano (Ariano Irpino) |

|            |           |                                |
| Cianci 20’ | Marcatori | 13’ Sabatino 24’, 34’ Bonansea |

| Arbitro: | Francesca Campagnolo (Bassano del Grappa) |

|                               |           |  |
| Soro 17’ Sardu 53’ Žganec 86’ | Marcatori |  |

| Arbitro: | Santolo Lippiello (Avellino) |

|                 |           |          |
| Lombardozzi 36’ | Marcatori | 48’ Lupo |

| Arbitro: | Giacomo Dall'Oco (Finale Emilia) |

|                        |           |                        |
| Peretti 25’ Santin 38’ | Marcatori | 73’ Celli 90’ Marchese |

| Arbitro: | Marco Lancia (Foligno) |

|  |           |                                 |
|  | Marcatori | 16’, 54’ Linari 44’, 67’ Guagni |

| Arbitro: | Paolo Fusi (Lecco) |

|                               |           |                                          |
| Ramera 45’ (rig.) Gaburro 57’ | Marcatori | 54’ Marchese 71’ Pezzotti 93’ Berarducci |

| Arbitro: | Maurizio Paone (Ercolano) |

|  |           |                         |
|  | Marcatori | 60’ Zuliani 82’ Brumana |

| Arbitro: | Marco D'Ascanio (Ancona) |

|                                           |           |             |
| Sodini 21’ (rig.), 64’ Mastrovincenzo 31’ | Marcatori | 72’ Topazio |

| Arbitro: | Federico Pragliola (Terni) |

|                             |           |                        |
| Berarducci 31’ Marchese 87’ | Marcatori | 26’ Erba 51’ Carminati |

| Arbitro: | Davide Pederzolli (Trento) |

|                                                |           |  |
| Gabbiadini 46’ Mason 48’, 54’ Lagonia 65’, 70’ | Marcatori |  |

| Arbitro: | Mario Fedele (Forlì) |

|                                                          |           |                |
| Proietti 10’, 27’ Marinelli 38’ Pugnali 84’ Natalizi 86’ | Marcatori | 25’ Berarducci |

| Roma 27 aprile 2013, ore 15:00 CEST 29ª giornata | Lazio CF                  | 0 – 0 referto | Napoli | Centro sp. La Borghesiana\| Arbitro: \| Valentina Finzi (Foligno) \| |
| Arbitro:                                         | Valentina Finzi (Foligno) |               |        |                                                                      |

| Arbitro: | Niccolò Zizza (Finale Emilia) |

|                              |           |                                 |
| Tarenzi 45’, 57’ Bianchi 70’ | Marcatori | 16’, 48’, 53’ Marchese 89’ Tata |

### Coppa Italia

#### Primo turno
| Roma 2 settembre 2012, ore 15:30 CEST Primo turno | Wom. Civitavecchia | 0 – 1 | Lazio CF | Centro sp. La Borghesiana |

#### Secondo turno
| Roma 9 settembre 2012, ore 15:30 CEST Secondo turno | Lazio CF | 0 – 2 | Napoli | Centro sp. La Borghesiana |

## Statistiche

### Statistiche di squadra
| Competizione | Punti   | In casa | In casa | In casa | In casa | In casa | In casa | In trasferta | In trasferta | In trasferta | In trasferta | In trasferta | In trasferta | Totale | Totale | Totale | Totale | Totale | Totale | DR  |
| Competizione | Punti   | G       | V       | N       | P       | Gf      | Gs      | G            | V            | N            | P            | Gf           | Gs           | G      | V      | N      | P      | Gf     | Gs     | DR  |
| ------------ | ------- | ------- | ------- | ------- | ------- | ------- | ------- | ------------ | ------------ | ------------ | ------------ | ------------ | ------------ | ------ | ------ | ------ | ------ | ------ | ------ | --- |
| Serie A      | 14 (-2) | 15      | 1       | 6       | 8       | 14      | 32      | 15           | 3            | 1            | 11           | 17           | 52           | 30     | 4      | 7      | 19     | 31     | 84     | -53 |
| Coppa Italia | -       | 1       | 0       | 0       | 1       | 0       | 2       | 1            | 1            | 0            | 0            | 1            | 0            | 2      | 1      | 0      | 1      | 1      | 2      | -1  |
| Totale       | -       | 16      | 1       | 6       | 9       | 14      | 34      | 16           | 4            | 1            | 11           | 18           | 52           | 32     | 4      | 7      | 20     | 32     | 86     | -54 |

### Statistiche dei giocatori
| Giocatore      | Serie A  | Serie A | Serie A     | Serie A    | Coppa Italia | Coppa Italia | Coppa Italia | Coppa Italia | Totale   | Totale | Totale      | Totale     |
| Giocatore      | Presenze | Reti    | Ammonizioni | Espulsioni | Presenze     | Reti         | Ammonizioni  | Espulsioni   | Presenze | Reti   | Ammonizioni | Espulsioni |
| -------------- | -------- | ------- | ----------- | ---------- | ------------ | ------------ | ------------ | ------------ | -------- | ------ | ----------- | ---------- |
| L. Barbero     | 7        | 0       | 0           | 0          | ?            | ?            | ?            | ?            | 7+       | 0+     | 0+          | 0+         |
| S. Berarducci  | 19       | 6       | 3           | 2          | ?            | ?            | ?            | ?            | 19+      | 6+     | 3+          | 2+         |
| A. Cianci      | 14       | 1       | 2           | 0          | ?            | ?            | ?            | ?            | 14+      | 1+     | 2+          | 0+         |
| C. Ciarlo      | 17       | 1       | 4           | 1          | ?            | ?            | ?            | ?            | 17+      | 1+     | 4+          | 1+         |
| C. Cassanelli  | 26       | 3       | 1           | 3          | ?            | ?            | ?            | ?            | 26+      | 3+     | 1+          | 3+         |
| A. Castiello   | 10       | 0       | 2           | 0          | ?            | ?            | ?            | ?            | 10+      | 0+     | 2+          | 0+         |
| C. Coletta     | 5        | 0       | 0           | 1          | ?            | ?            | ?            | ?            | 5+       | 0+     | 0+          | 1+         |
| G. Contu       | 5        | 0       | 1           | 0          | ?            | ?            | ?            | ?            | 5+       | 0+     | 1+          | 0+         |
| M. De Angelis  | 9        | 0       | 0           | 0          | ?            | ?            | ?            | ?            | 9+       | 0+     | 0+          | 0+         |
| S. De Luca     | 3        | 1       | 0           | 0          | ?            | ?            | ?            | ?            | 3+       | 1+     | 0+          | 0+         |
| M. Fazio       | 19       | -49     | 2           | 0          | ?            | ?            | ?            | ?            | 19+      | -49+   | 2+          | 0+         |
| A. Ferrazza    | 27       | 0       | 5           | 1          | ?            | ?            | ?            | ?            | 27+      | 0+     | 5+          | 1+         |
| F. J. Giura    | 18       | 1       | 1           | 0          | ?            | ?            | ?            | ?            | 18+      | 1+     | 1+          | 0+         |
| R. Grassi      | 3        | 0       | 1           | 0          | ?            | ?            | ?            | ?            | 3+       | 0+     | 1+          | 0+         |
| V. Lanzieri    | 24       | 0       | 3           | 1          | ?            | ?            | ?            | ?            | 24+      | 0+     | 3+          | 1+         |
| F. Lombardozzi | 9        | 1       | 0           | 0          | ?            | ?            | ?            | ?            | 9+       | 1+     | 0+          | 0+         |
| S. Lucci       | 5        | 1       | 1           | 0          | ?            | ?            | ?            | ?            | 5+       | 1+     | 1+          | 0+         |
| S. Marchese    | 24       | 9       | 2           | 1          | ?            | ?            | ?            | ?            | 24+      | 9+     | 2+          | 1+         |
| E. Melis       | 22       | -23     | 3           | 0          | ?            | ?            | ?            | ?            | 22+      | -23+   | 3+          | 0+         |
| G. Monaco      | 25       | 0       | 0           | 0          | ?            | ?            | ?            | ?            | 25+      | 0+     | 0+          | 0+         |
| E. Pecchia     | 19       | 1       | 2           | 0          | ?            | ?            | ?            | ?            | 19+      | 1+     | 2+          | 0+         |
| A. Pezzotti    | 27       | 3       | 7           | 0          | ?            | ?            | ?            | ?            | 27+      | 3+     | 7+          | 0+         |
| M. Picchi      | 11       | 0       | 1           | 0          | ?            | ?            | ?            | ?            | 11+      | 0+     | 1+          | 0+         |
| F. Savini      | 17       | 0       | 1           | 0          | ?            | ?            | ?            | ?            | 17+      | 0+     | 1+          | 0+         |
| D. Topazio     | 18       | 1       | 2           | 0          | ?            | ?            | ?            | ?            | 18+      | 1+     | 2+          | 0+         |